# 노도항
노도항(櫓島港)은 경상남도 남해군 상주면 상주리, 노도 섬에 있는 어항이다. 2002년 8월 6일 어촌정주어항으로 지정하여 관리하고 있다. 시설관리자는 남해군수이다.

## 어항 연혁
- 예부터 배젖는 노(櫓)를 만드는데 쓰이던 목재를 많이 생산해서 노도(櫓島)라 유래되었다.

## 어항 시설
- 방파제 L=156, B=5.0m, 물량장 : L=90m, B=10m, L=35m, B=25m

## 주요 어종
- 감성돔, 도다리, 서대, 물메기, 낙지 등